# カテリナ・バルコワ
カテリナ・バルコワ（カテジナ・ヴァルコヴァー、チェコ語: Kateřina Valková、1996年2月6日 - ）は、チェコの女子バレーボール選手。ポジションはセッター。チェコ代表。

## 来歴

### クラブチーム
プルゼニ出身。2013年、TJ Ostravaへ入団。同チームで5年間プレーし、国内リーグでは2015/16シーズンで3位となった。2018年、PVK Olymp Prahaへ移籍し、2018/19シーズンのチェコ国内リーグで4位となった。2019年7月、ドイツのVfB Suhl Lotto Thüringenへの移籍が発表されたが、シーズン途中で怪我によりチームを離脱した。2020年VK UP Olomoucへ移籍し、2020/21シーズンの国内リーグでは3位となった。2021年5月、ドイツのUSC Münsterへ移籍が発表され、2021/22シーズンのドイツカップで3位、2022/23シーズンのドイツブンデスリーガで7位となった。2023年5月、イタリアセリエA1のFVブスト・アルシーツィオへ移籍し、正セッターとして活躍した。2024年8月、ルーマニアのCSMヴォレイ・アルバ・ブラジへの移籍が発表された。

### 代表チーム
アンダーカテゴリーの代表として、2013年、U-18欧州選手権に出場した。2017年、シニア代表に初選出され、同年の欧州選手権でデビューした。2019年のヨーロッパリーグでは金メダルを獲得した。2021年、欧州選手権に出場した。2022年、ヨーロッパリーグで銀メダルを獲得した。同年9-10月の世界選手権に出場した。2023年、パリ五輪予選に出場した。2024年のチャレンジャーカップで優勝を果たし、自身はベストセッター部門でトップの活躍をみせた。

## 球歴
- 世界選手権 - 2022年
- パリ五輪予選 - 2023年
- 欧州選手権 - 2017年、2021年、2023年

## 受賞歴
- 2024年 - チャレンジャーカップ ベストセッター賞

## 所属クラブ
- TJ Ostrava（2013-2018年）
- PVK Olymp Praha（2018-2019年）
- VfB Suhl Lotto Thüringen（2019-2020年）
- VK UP Olomouc（2020-2021年）
- USC Münster（2021-2023年）
- FVブスト・アルシーツィオ（2023-2024年）
- CSMヴォレイ・アルバ・ブラジ（2024年-）